# Lebeckia macowanii
Lebeckia macowanii är en ärtväxtart som beskrevs av Terence Macleane Salter. Lebeckia macowanii ingår i släktet Lebeckia och familjen ärtväxter. Inga underarter finns listade i Catalogue of Life.